# Selaginella lobbii
Selaginella lobbii är en mosslummerväxtart som först beskrevs av "veitch", och fick sitt nu gällande namn av Addison Brown. Selaginella lobbii ingår i släktet mosslumrar, och familjen mosslummerväxter. Inga underarter finns listade i Catalogue of Life.